# Bleiberg-Kreuth

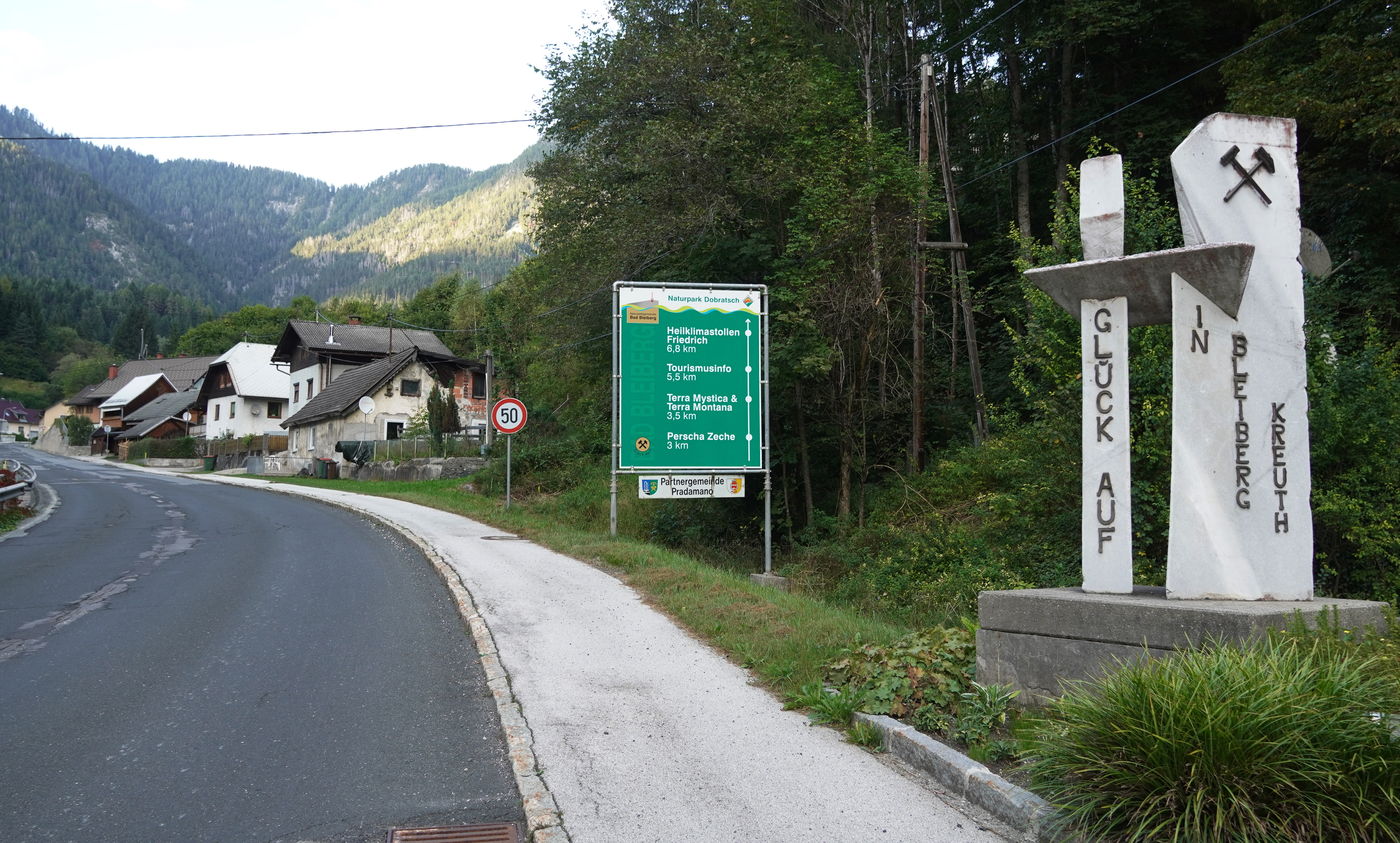
Glück auf in Bleiberg-Kreuth

Bleiberg-Kreuth ist eine Ortschaft in der Katastralgemeinde Kreuth auf dem Gemeindegebiet von Bad Bleiberg in Österreich, im Bundesland Kärnten. Bleiberg-Kreuth hat ungefähr 900 Einwohner (Stand: 1. Januar 2019).

## Gemeindepartnerschaften
Bleiberg-Kreuth unterhält eine Partnerschaft mit der italienischen Gemeinde Pradamano in (Friaul-Julisch Venetien).

## Geografische Lage
Der Ortsteil liegt auf ungefähr 900 m ü. A. entlang der Bleiberger Straße im Westen von Bad Bleiberg. Der Ortsteil ist ungefähr 5 km von Bad Bleiberg und ungefähr 8 km von Nötsch entfernt. 
Der Nötschbach entwässert die Talschaft und fließt im Süden über eine Gefällstufe in die Drau. 

Kreuth ist ein alter Bergwerksort, der erst später in Bad Bleiberg eingemeindet wurde.